# UUUM
회사명은 UUUM인데, 우움(ウーム)이라고 읽으면 된다. 세계 최초이자 일본 최대 규모의 MCN 회사로, HIKAKIN이 설립하여 최고 고문으로 있는 회사이다. 음악, 먹방, 게임 실황 등 카테고리로 나뉘어서 다양한 분야의 일본 유튜버들이 여기 소속되어 있다. reel이라고 하는 부서도 있는데, 여기는 뷰티 쪽 여성 유튜버만 집중 관리하는 곳이다.
수입 구조는 협찬으로 돌아가는데, 클라이언트에게 제품을 협찬받으면 유튜버들이 이를 홍보해줘서 구매자가 생긴다는 구조라고 한다. UUUM은 중계역을 맡음과 동시에 유튜버들을 법적으로 보호해준다는 것.

## 소속 유튜버
- HIKAKIN
- 피셔즈
- SEIKIN
- 세토 코지
- 키노시타 유우카
- 하지메샤쵸
- 노바만 게임즈